# Сао Гонсало (Рио де Жанейро)
Сао Гонсало е община в щата Рио де Жанейро, Югоизточна Бразилия. Населението на Сао Гонсало е 982 832 жители (2008 г.), а площта е 249 кв. км. Разположена е на 19 м н.в. В общината се намират 8 болници. Максималната температура варира най-често между 25 °C – 35 °C, а минималната между 14 °C – 24 °C.